# Glynn Turman
Glynn Turman, né le 31 janvier 1947 à New York, est un acteur américain. Il se fait d'abord connaître comme enfant acteur dans la pièce de Broadway Un raisin au soleil, sortie en 1959. Turman est connu pour les rôles de Lew Miles dans le soap opera télévisé Peyton Place (diffusé en prime-time de 1968 à 1969), du lycéen Leroy "Preach" Jackson dans le film Cooley High (1975), du prof de maths et colonel de l'armée à la retraite Bradford Taylor dans la sitcom Campus Show (1988-1993) de NBC, ainsi que du maire de Baltimore, Clarence Royce, dans la série dramatique Sur écoute (The Wire), produite par HBO.

## Biographie
Glynn Turman nait à New York. Il suit ses études de comédien à la High School of Performing Arts de Manhattan où il obtient son diplôme en 1965.
Turman obtient son premier rôle de comédien en tant que Travis Younger dans la pièce de Broadway Un raisin au soleil, produite par Lorraine Hansberry en 1959. Après le lycée, il poursuit son apprentissage au sein de diverses compagnies de théâtre régionales à travers les Etats-Unis, y compris au théâtre de répertoire de Tyrone Guthrie. Il s'y produit dans des pièces de la fin des années 60 telles que Good Boys, Harper's Ferry, The Visit et The House of Atreus[réf. souhaitée].

## Vie privée
D'après des analyses ADN, Turman serait un descendant de la tribu Edo, originaire du Nigeria.
Il a été marié à la chanteuse Aretha Franklin de 1978 à 1984.

## Filmographie

### Comme acteur

#### Cinéma
- 1972 : AWOL - Avhopparen : Muhammed G
- 1973 : Five on the Black Hand Side : Gideon
- 1974 : Thomasine & Bushrod : Jomo
- 1974 : The Nine Lives of Fritz the Cat (voix)
- 1974 : Together Brothers : Dr. Johnson
- 1975 : Cooley High de Michael Schultz : Leroy "Preach" Jackson
- 1976 : The River Niger : Jeff Williams
- 1976 : Vengeance d'outre-tombe (J.D.'s Revenge) : Isaac Hendricks
- 1977 : L'Œuf du serpent (The Serpent's Egg) : Monroe
- 1978 : A Hero Ain't Nothin' But a Sandwich (en) de Ralph Nelson : Nigeria
- 1982 : Penitentiary II : Charles
- 1984 : Gremlins : Roy Hanson
- 1986 : Passeport pour une nuit blanche (Out of Bounds) : Lieutenant Delgado
- 1992 : Dernière limite (Deep Cover) : Russell Stevens, Sr.
- 1994 : The Inkwell : Spencer Phillips
- 1996 : Psalms from the Underground
- 1996 : Subterfuge : Stallworth Hubbs
- 1998 : Sans complexes (How Stella Got Her Groove Back) : Dr. Shakespeare
- 1999 : Light It Up : Principal Armstrong
- 2000 : The Visit (en) de Jordan Walker-Pearlman (en) : Al Rheingold
- 2000 : Les Chemins de la dignité (Men of Honor) : Chief Floyd
- 2005 : Sahara : Dr. Frank Hopper
- 2010 : Burlesque de Steve Antin : Harold Saint
- 2011 : Super 8 : Docteur Woodward
- 2012 : John Dies at the End de Don Coscarelli : Détective Lawrence Appleton
- 2018 : Bumblebee de Travis Knight : Général Whalen
- 2020 : The Way Back de Gavin O'Connor
- 2020 : Le Blues de Ma Rainey (Ma Rainey's Black Bottom) de George C. Wolfe : Toledo
- 2023 : Rustin de George C. Wolfe : Asa Philip Randolph
- 2024 : Horizon : Une saga américaine, chapitre 2 (Horizon: An American Saga – Chapter 2) de Kevin Costner
- 2025 : À bout (Straw) de Tyler Perry : Richard

#### Télévision
- 1964 : Peyton Place (série télévisée) : Lew Miles (unknown episodes, 1968-1969)
- 1970 : Carter's Army (TV) : Pvt. George Brightman
- 1971 : In Search of America (en) (TV) : Bodhi
- 1975 : Ceremonies in Dark Old Men (TV) : Theo
- 1975 : The Blue Knight (TV) : Edwin Beall
- 1977 : Minstrel Man (TV) : Harry Brown Jr.
- 1978 : The Rag Tag Champs (TV) : Lenny Johnson
- 1978 : Colorado (Centennial) (feuilleton TV) : Nate Person
- 1978 : Katie: Portrait of a Centerfold (TV) : Preston de Cordiva
- 1980 : Révolte dans la prison d'Attica (Attica) : Raymond Franklin
- 1981 : Thornwell (TV) : James Thornwell
- 1983 : Manimal ("Manimal") (série télévisée) : Tyrone C. Earl (dans le pilote uniquement)
- 1984 : Secrets of a Married Man (TV) : Jesse
- 1985: Arabesque :série télévisée  Ben Coleman ; saison 1 épisode 14
- 1985 : Charlotte Forten's Mission: Experiment in Freedom (TV) : Joshua
- 1985 : Hail to the Chief (série télévisée) : secrétaire d'État des États-Unis LaRue Hawkes
- 1986 : Ask Max (TV) : Lloyd Lyman
- 1994 : Race to Freedom: The Underground Railroad (TV) : Solomon
- 1994 : L'Échange (Someone Else's Child) (TV) : Juge Roullard
- 1996 : Circle of Pain (TV)
- 1996 : L'Étoile de Harlem (Rebound: The Legend of Earl 'The Goat' Manigault) (TV) : Coach Powell
- 1997 : Buffalo Soldiers (en) (TV) : Sgt. Joshua 'Joyu' Judges Ruth
- 2000 : Freedom Song (en) (TV) : T-Bone Lanier
- 2001 : Fire & Ice (TV) : Robert Aimes Sr.
- 2004 : Sur écoute (The Wire) (série télévisée) : Maire Clarence Royce
- 2006 : New York, unité spéciale (saison 7, épisode 12) : Dr. Young
- 2008-2009 : En analyse (In Treatment) (série télévisée) : Alex Senior
- 2009 : Scrubs (série télévisée) : George Valentine
- 2018 - 2019 : How to get away with murder (série télévisée) : Nate Lahey Sr. (8 épisodes)
- 2022 : Le Cabinet de curiosités de Guillermo del Toro (Guillermo del Toro's Cabinet of Curiosities) (série TV)
- 2024 : Percy Jackson et les Olympiens : Chiron/Mr Brunner (série TV)

### Comme réalisateur
- 1995 : Les Frères Wayans ("The Wayans Bros.") (série télévisée)
- 1995 : The Parent 'Hood (série télévisée)